# 若者文化
若者文化（わかものぶんか）、またはユース・カルチャー (英:youth culture, youth subculture) とは、男女を問わず、青少年層が愛好する文化的形態や文化活動である。一過性の流行とは異なり、一定の持続性があるものとされる。正確には完全な対義語ではないが、アダルティズムに対比される文化的形態である。

## 概説
若者文化（美術、音楽・文学・絵画など）は、それまで社会に広く認知されてきた既存の文化からは異端と見なされるような、「新しい」価値観を含む点に特徴がある。戦前から1950年代前半までは、子どもと大人しか存在しないとされてきた。若者文化は、アメリカ合衆国では、ティーンエイジャーという概念が成立した1950年代半ば以降に成立したと考えられている。1950年代半ばのジェームズ・ディーンやエルヴィス・プレスリーらの登場で、ティーンエイジャーという若者の存在が認識され、ロックンロールや若者ファッションなどが注目されるようになった。また、1950年代のアレン・ギンズバーグらのビート・ジェネレーションはジャズやドラッグなどで、若者の対抗文化の象徴となった。
保守的で気取った文化であるハイカルチャーや、支持者が文化における多数派を占めるメインカルチャーが、古臭いとされる一方で、価値観の多様化と世代のボーダレス化がすすみ、若者文化とそれ以外の文化の境もはっきりしなくなってきた。若い世代が既存カルチャーを否定した後、青年層の中にもかつての「メインカルチャー」や「ハイカルチャー」に興味を示す者、あるいは一度廃れたかつての前衛文化に関心を抱く傾向も見られる。これには「レトロフューチャー」のような動向も見られる。。
交通網の整備などによる集団移動は経済発展と関係はあるが、若者文化とは直接の関係はない。若者文化と関係があるのは、バイク、自家用車などの個人での移動手段である。若者向けの雑誌や、若者を対象にしたテレビ・ラジオ番組の放送が増え始めると、それらを利用して異なる文化が相互影響を与え合い、独自の文化を形成することが可能になった。

## 詳細

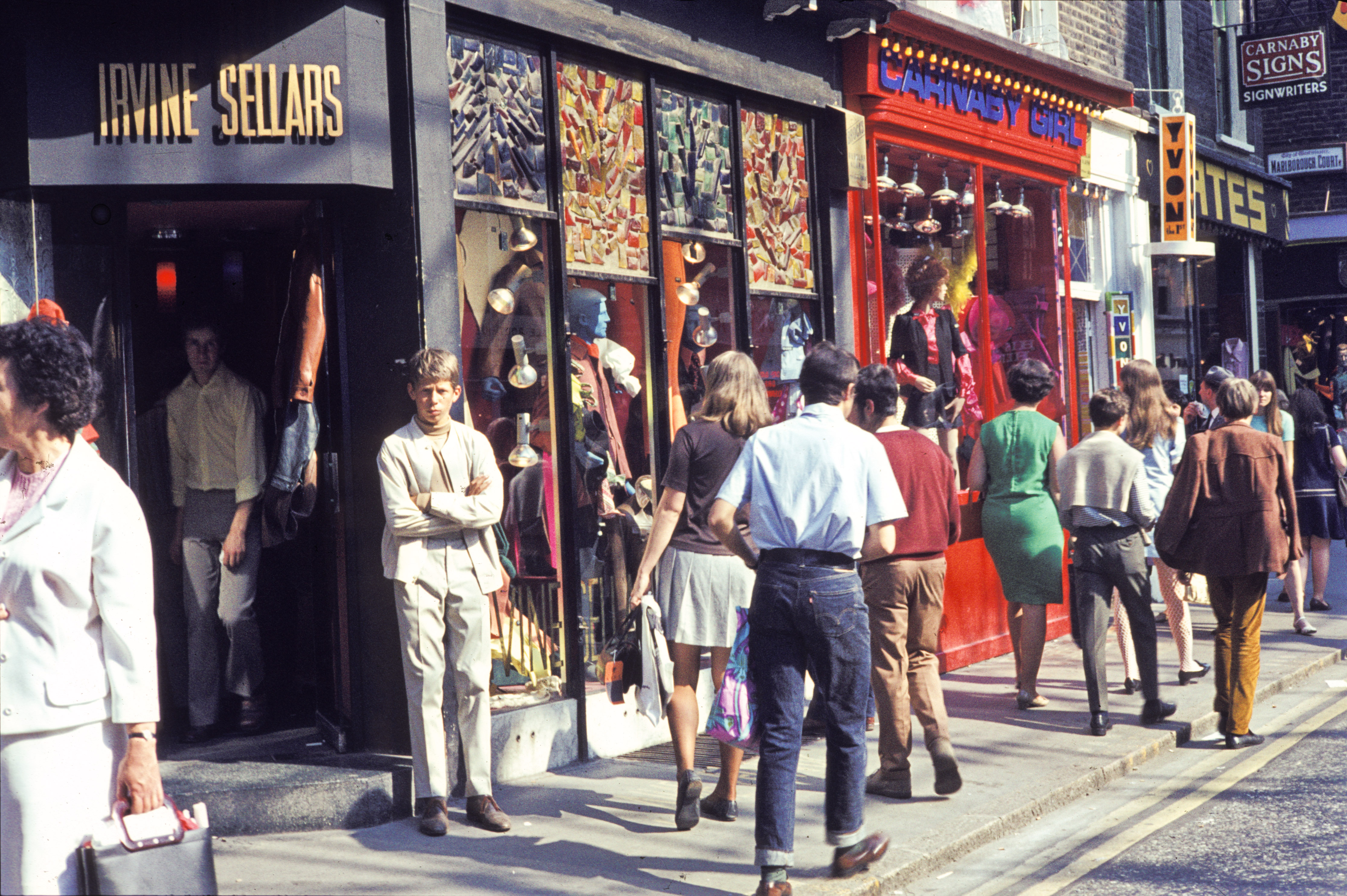
カーナビー・ストリート（イギリス） c. 1968

戦後日本の若者文化としては、1950年代以後のロカビリー族、みゆき族などがあげられる。アメリカでは、1960年代から1970年代前半に若者文化が花開いた。アメリカのヒッピー文化、イギリスのスウィンギング・ロンドン（スウィンギング60s）、フランスのパリ五月革命などは若者文化が創造的だった時代の代表的な現象である。日本でも世界のこれらの動きを同時期にグループサウンズや日本のフォーク、ロック、ミニスカート、ブルージーンズなどが若者文化として流行した。雑誌の平凡パンチ、朝日ジャーナル、週刊プレイボーイ、少年マガジンなども、若者文化の一翼を担った。
1970年代後半には、石油ショックと大不況に伴う若者の保守化が目立ったが、若者文化としては、パンク、レゲエ、ラップ/ヒップホップや、商業主義的なディスコがブームになった。日本では1970年代後半以降、 「竹の子族」「ローラー族」「アンノン族」「おたく族」などと、価値観を共有する青年たちを「○○族」というように民族（異文化）に例えた。これ以前にも若者固有の文化という形では、様々な形態が勃興を繰り返してきたが、1970年代以降、主流文化を覆すような力を失い、再びメインカルチャーの担い手である大人の価値観が、社会を動かし始めた。アニメ、ゲーム市場など保守化した若者文化は、メインカルチャーに匹敵するか、それを上回る巨大市場になった。

## 日本における歴史
日本では、若者文化の流行の発信地といえば、20世紀初頭は浅草だったが、関東大震災後は銀座に移る。戦後は1970年辺りまでは新宿だった。しかし1969年、ベトナム戦争への反戦運動として新宿駅の西口地下広場で行われていた無許可のフォークソング集会を警察が強制解散させ、その後の6月28日に若者達と機動隊が衝突して多数の逮捕者が出た「新宿西口フォークゲリラ事件」を機に、新宿に若者が集まることが困難となり、同時に若者からも新宿が忌避されるようになった一方、1973年に渋谷でPARCOの開店があり、渋谷駅からPARCOを経て渋谷区役所・渋谷公会堂に至る「区役所通り」を「渋谷公園通り」と改称して再開発を実施したことで、日本における若者文化の歴史が大きく変化。その流れは「新宿から渋谷、または渋谷区全体へ」と移り変わっていった。これは同時に、政治色の強いカウンターカルチャー（参考：1960年代のカウンターカルチャー）から商業主義的色彩の強いサブカルチャーへの変質でもあった。
その後、女性の大学進学率上昇を背景として1980年代より「女子大生ブーム」と呼ばれる現象が始まり、時代が下がるにつれ女子高生、女子中学生に焦点があてられていくなど、情報発信側が、活発で感受性の強い彼女らの動向から時代の方向を見出そうとする活動もみられた。1990年代後半より普及したインターネットにより、消費者から直接的に情報を収集するなどという活動も見られる。
若者達が抱いていた21世紀の希望は1990年代のバブル崩壊、阪神・淡路大震災、オウム真理教事件などによって打ち砕かれ、ロスジェネと呼ばれる世代が生まれた。この時代には世相を反映してセカイ系と呼ばれる暗鬱な作品が流行した。若者の○○離れが問題視され、若者がGDPを押し下げているとまで揶揄された。かつての「団塊」「新人類」の語はその後プラスの意味で再定義されたが、「ゆとり」はそうならなかった。2010年代の若者文化は異世界転生など、今生は何も起きないため来世を期待する諦めに近い価値観を反映するようになった。また戦後民主主義への反発という形で再び政治性を帯びている点もある。
長らく若者文化の発信地であった渋谷も2010年代には若者離れを招いていることが指摘される。宇野常寛は「日本のポップカルチャーは（2018年当時）この20年ウェブからしか出てきていない。もう街から文化を発信する力はだいぶ弱まっていて、それをもろに受けているのが渋谷」と述べている。

### 少子化とネットの影響

日本の人口ピラミッド（2019年）

日本では少子化や、インターネットの普及により、音楽CDや、週刊少年漫画雑誌といった媒体の売り上げは、1990年代後半に入ってから減少している。例えば、1990年代に週刊少年誌売り上げ1位だった『週刊少年ジャンプ』は、1990年代に650万部あった発行部数が、2006年には290万部と半分以下に下降した。さらに少年ジャンプは、2024年には109万8200部まで減少している。テレビアニメも、1970年代初頭には『あしたのジョー』のように最高視聴率が29%を超えるような作品が登場していたが（再放送は30％を超えた）、1990年代の『美少女戦士セーラームーン』は平均視聴率は約11%台だった（最高視聴率、関東＝16％、関西＝21％）。その後2020年代には、テレビアニメは、深夜枠や、旧独立UHF放送局に移行する傾向が顕著になった。

また、コミック雑誌の売上については、消費者がインターネット、パソコン、スマートホンなどの電子媒体にシフトしたことによる、紙文化の衰退とされているが、週刊雑誌やテレビアニメの視聴率の低迷にもかかわらず、コミック単行本やアニメソフト などでは逆に売り上げを伸ばしている。

## 主な若者文化用語

### 戦前
- モボ・モガ（大正末期 - 昭和初期のムーブメント）

### 戦後～高度成長期
学生運動が活発化。創造的な若者文化が花開いた。
- ロカビリー族
- アプレゲール（戦後派）
- ビートニク
- 太陽族
- みゆき族
- アイビー族
- カミナリ族
- フーテン族
- ヒッピー
  - フラワーチルドレン
- 団塊の世代（ベビー・ブーマー）
- 新左翼
- グループサウンズ
- ノンポリ

### 安定成長期/1970年代後半～1980年代
政治の時代の終焉。保守化、脱政治化の時代に変化。
- パンク・ロック
- レゲエ
- ラップ/ヒップホップ
- ブレイクダンス
- 竹の子族
- ローラー族(1980s)
- 新人類
- ネクラ/ネアカ
- （ひらがなの）おたく族
- サイバーパンク

### 低成長期/1990年代以降
経済の低迷。ネガティブな若者像の時代が続いた。
- （カタカナの）オタク・アキバ系
- ヴィジュアル系
- X世代
- 就職氷河期世代/ロスジェネ
- デジタルネイティブ
- 渋谷系
- ギャル/コギャル
- ガングロ（山姥）
- 電波系
- Y世代
- ゆとり世代/さとり世代
- 山ガール
- 意識高い系
- キャンセル・カルチャー派/ポリコレ派
- Z世代